# Eucithara gibbosa
Eucithara gibbosa é uma espécie de gastrópode do gênero Eucithara, pertencente à família Mangeliidae.